# Boldklubben af 1893
Boldklubben af 1893, zkráceně B.93, je dánský fotbalový a tenisový klub, sídlící v Kodani. Patří k nejúspěšnějším v zemi, devětkrát byl mistrem. Klubovými barvami jsou modrá a bílá.

## Historie
Klub byl založen v roce 1893. Provozuje fotbal a tenis a do roku 1959 provozoval i kriket.
Fotbalový tým byl 9× mistrem.

## Úspěchy
- Liga (9): 1916, 1927, 1929, 1930, 1934, 1935, 1939, 1942, 1946
- Pohár (1): 1982
- 35 sezon v 1. lize